# Budynek Kurii Prowincjalnej Jezuitów w Krakowie
Budynek Kurii Prowincji Polski Południowej Jezuitów (także Kolegium św. Barbary) – budynek znajdujący się w Krakowie, w dzielnicy I przy Małym Rynku 8, na rogu z ulicą Sienną 8a, na Starym Mieście.

## Historia
W średniowieczu w miejscu obecnego gmachu znajdowało się sześć gotyckich domów mieszczańskich. W 1583 jezuici zakupili budynek przylegający do kościoła św. Barbary i zaadaptowali go na zaplecze zakonne. W latach 1609–1612 zakon dokupił kolejne pięć kamienic, które w 1615 połączono w jeden gmach domu zakonnego. W latach 1683–1687 został on przebudowany w stylu barokowym. Po kasacie zakonu jezuitów, w 1773, budynek przekazano mansjonarzom, a w 1775 przeszedł on na własność Kongregacji Kupieckiej. W 1780, staraniem Andrzeja Badurskiego, gmach przekazano na potrzeby nowo utworzonego szpitala akademickiego Uniwersytetu Jagiellońskiego, będącego pierwszym szpitalem klinicznym w Polsce. W 1788 klinikę przeniesiono do klasztoru Karmelitów na Wesołej. W 1796 rząd austriacki przekazał gmach wraz z sąsiednim kościołem św. Barbary bożogrobcom. Oficjalne przejęcie budynków przez zakon miało miejsce 17 czerwca 1798, choć już w październiku 1797 w budynku zakonnym otwarto szkołę normalną. W 1809 została ona przekształcona w szkołę wydziałową, w 1817 w Liceum św. Barbary, a w 1834 szkołę techniczną. W 1835 szkołę zlikwidowano, a w gmachu zakwaterowano milicję Wolnego Miasta Krakowa. W 1842 w budynku zlokalizowano Bursę Akademicką św. Barbary. 12 lutego 1908 został on odkupiony przez jezuitów za 210 tysięcy koron. W latach 1908–1909 przebudowano go gruntownie według projektu Józefa Pokutyńskiego. Uroczyste otwarcie odbyło się 8 października 1909.

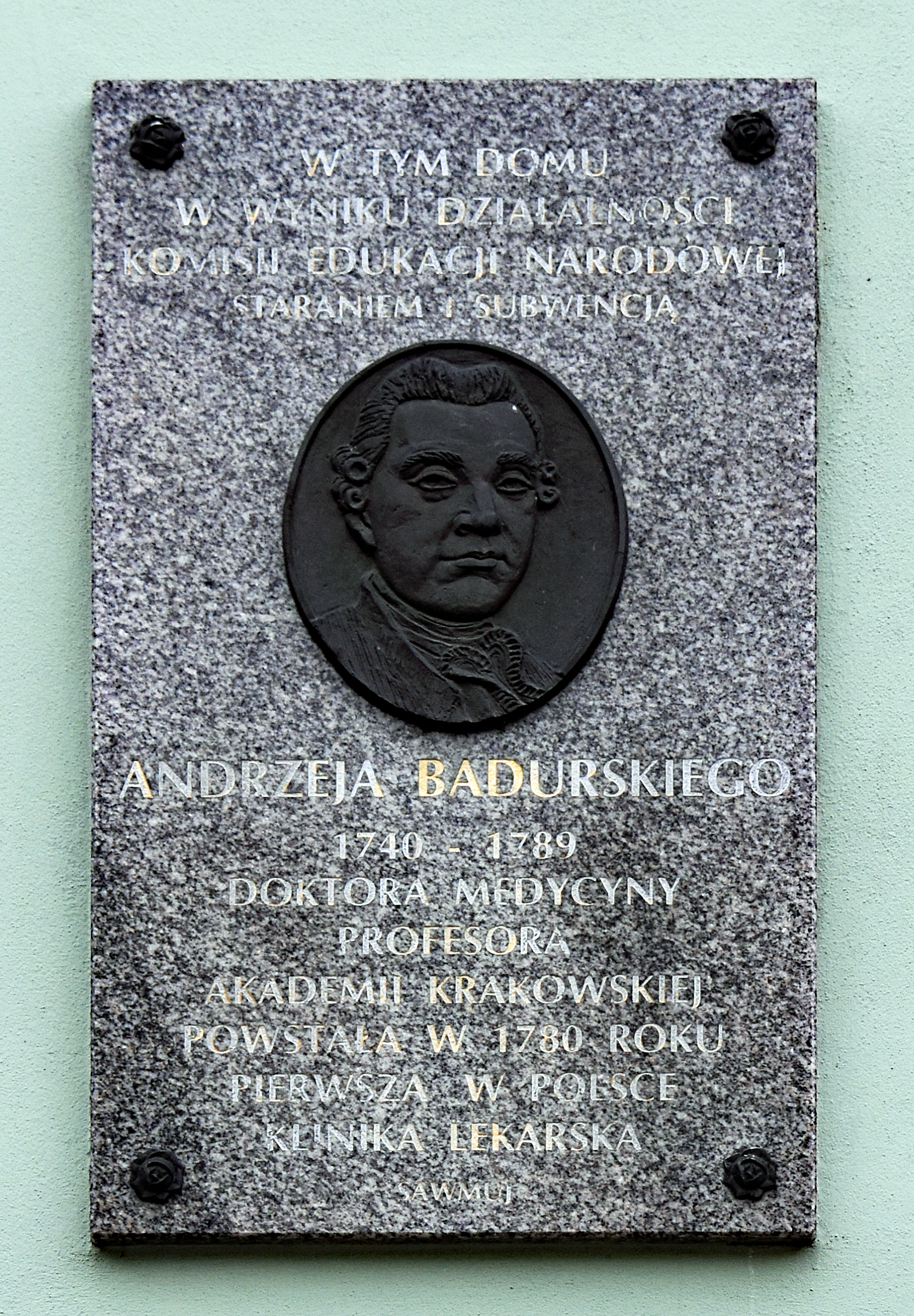
Tablica na fasadzie upamiętniająca Andrzeja Badurskiego